# Big Stone City
Big Stone City é uma cidade localizada no estado norte-americano de Dacota do Sul, no Condado de Grant.

## Demografia
Segundo o censo norte-americano de 2000, a sua população era de 605 habitantes. 
Em 2006, foi estimada uma população de 558, um decréscimo de 47 (-7.8%).

## Geografia
De acordo com o United States Census Bureau tem uma área de 
3,2 km², dos quais 3,2 km² cobertos por terra e 0,0 km² cobertos por água.

## Localidades na vizinhança
O diagrama seguinte representa as localidades num raio de 24 km ao redor de Big Stone City. 